# 中塚政幸
中塚 政幸（なかつか まさゆき、1945年（昭和20年）6月29日 - ）は、香川県高松市出身の元プロ野球選手（一塁手、外野手）・コーチ・監督、解説者。

## 経歴

### プロ入り前
中学生時代は投手であったが、1961年にPL学園高校へ進学後は一塁手に転向。同期には後にプロで対戦する戸田善紀がいた。
1962年には甲子園に春夏連続出場を果たすが、PL学園が甲子園へ出場したのは、同年春が初めてであった。春の選抜は松山商との準々決勝で山下律夫に抑えられ0-9で完封負け、夏の選手権も2回戦で日大三高に敗れた。
1963年にも春の選抜へ同期のエース戸田を擁し出場するが、北海との2回戦で吉沢勝に抑えられた末に逆転負け。夏は大阪大会の決勝で、和田徹捕手を擁する明星高校の前に本大会への連続出場を阻まれた。ちなみに、同校は本大会でも優勝している。
1964年に中央大学へ進学し、東都大学野球リーグでは在学中2回優勝。1年次の同年春季リーグから活躍し、秋季リーグではエース高橋善正の下で優勝を経験。1966年秋季リーグでは、優勝した専修大学との対戦で9打席連続安打のリーグ記録を達成。1967年春季リーグでは同期のエース宮本幸信と1年下の水沼四郎捕手のバッテリーを擁し、チームを7季振りの優勝に導き、打率.385、13盗塁という好成績でMVPに選ばれた。直後の全日本大学野球選手権大会でも、決勝で藤原真を擁する慶大を3-1で破り、大会初優勝を飾る。。同年の第7回アジア野球選手権大会に日本代表の一員として参加し、代表チームを優勝に導いた。在学中はリーグ通算104試合出場、打率.286（336打数96安打）、4本塁打、36打点を記録したほか、一塁手としてベストナインに3回選出された。
同年のドラフト2位で大洋ホエールズに入団。現役を引退するまで、一貫して背番号2を着用した。

### プロ入り後
1年目の1968年はなかなか一軍で活躍できなかったが、シーズン終盤の9月下旬からは一塁手として8試合に先発出場。同年は25試合出場で打率.260、2本塁打、5盗塁を記録した。1969年にはディック・スチュアートが退団、フランシス・アグウィリーが移籍し、その後継として開幕直後から一塁手に定着。規定打席に到達し、リーグ12位の打率.275、現役生活で唯一の2桁本塁打となる11本、7盗塁の好成績を挙げる。
1970年には、守備に衰えの見える近藤和彦が一塁手に専念、強肩俊足を活かし主に中堅手として起用される。チャンスメーカーとして活躍し、オールスターゲームに監督推薦選手として初出場を果たす。7月19日の第2戦（大阪）では1番打者、中堅手として先発出場、1回表に全パ先発の皆川睦男が投じた初球で先頭打者本塁打を放っている。
1971年には7月28日の阪神戦第1打席から29日の同カード（いずれも川崎）第3打席まで、2試合にわたって8打席連続安打を記録。また、1970年から7度にわたってシーズン2桁盗塁を記録した。1973年は故障もあってシーズン序盤に先発を外れるが、6月には復活した。
1974年には打率.291（リーグ8位）を残し、オールスターへ4年振りに出場。シーズン28盗塁で盗塁王のタイトルを獲得。1975年には2年連続オールスター出場を果たし、自己最多の35盗塁を記録したが、大下剛史（広島）にタイトルを奪われた。川崎を本拠地に使用していた大洋時代には、実働8シーズンのうち3シーズンで、最終打率が.290台に到達。
1977年9月17日に中日戦（ナゴヤ）で青山久人から1000本安打を達成したものの、打率3割の壁を越えられずにいた。しかし1978年にはリーグ9位の打率.317を記録し、33歳にしてこの壁を初めて突破した。1979年にはリーグ7位の打率.306と、2年連続で打率3割の十傑入りを記録。同年は4度目のオールスター出場も果たす。1981年は屋鋪要の成長もあり出場機会が減少。1982年限りで現役を引退した。

### 現役引退後
引退後は横浜大洋でスカウト（1983年 - 1984年）→一軍守備・走塁コーチ（1985年 - 1986年）→一軍打撃コーチ（1987年 - 1988年）→二軍監督（1989年 - 1992年）を歴任。チーム名が「横浜ベイスターズ」に改められた1993年からはスカウトに復帰し、東都大学リーグを中心に関東・東海地方を担当。ドラフト会議に逆指名制度（後の自由獲得枠制度→希望入団枠制度）を導入することが決まった時期と復帰のタイミングが重なったことから、復帰後は、東都の有望な選手（日本大学の村田修一・那須野巧など）をこの制度で入団させることに尽力。2002年のドラフトを経て入団した村田は、大学・社会人野球のトップレベルの選手に対する当時の特例措置で参加していた同年の春季一軍キャンプで勢いの強い打球を連発していた姿を目撃したことから、「右打者としては（当時の球団幹部が自由獲得枠の対象野手に内定していた横浜高等学校出身・法政大学内野手の）後藤武敏より村田がはるかに上」と確信。キャンプ終了後のスカウト会議で村田の獲得を諮った結果、自由獲得枠を村田に適用することが決まった。村田自身も、この確信を裏付けるかのように、横浜入団後にチームばかりかNPBを代表する長距離打者へ成長している。また、那須野の獲得をめぐっては、日大の鈴木博識監督から門前払いを受けながらも、同部のグラウンドへ毎日のように通っていた。那須野が後年述懐したところによれば、「NPBからは横浜以外にも7球団から良い条件を提示されていて、大学側は（当時低迷していた）横浜以外の球団へ行かせようとしていた。ソフトバンクの担当スカウトからは特別な待遇を受けていたが、『これで僕が横浜へ入団しなかったら中塚さん（の努力）が報われない』と思ったので、ソフトバンクと横浜の間で最後まで迷いながらも（自由獲得枠で）横浜に行くことを決めた」という。希望入団枠制度が廃止された2007年に、横浜球団が那須野に支払った契約金や入団1年目（2005年）の年俸がNPBの最高標準額や申し合わせ額を大幅に上回っていたことが発覚。秋の大学・社会人ドラフト会議では、千葉ロッテマリーンズを志望球団に挙げていた木村雄太（東京ガス投手）に対して、横浜球団が3巡目で指名を強行した。木村のスカウティングを担当していた中塚は、指名後の入団交渉も任されたが、木村は入団を拒否する意思を示したうえで東京ガスに残留した。このような事態に対して、横浜球団は担当スカウトだった中塚の責任を問う一方で、スカウト陣の若返りを決断。その結果、中塚は大洋の選手時代から40年にわたって在籍してきた球団を、2007年のシーズン終了後に退団。
退団後の2008年からは一時、TBSニュースバードの横浜ホームゲーム中継で解説を担当。
2012年にはBCリーグ・群馬ダイヤモンドペガサス育成総合コーチを務め、大洋OBとして、球団主催のイベント（レジェンドマッチなど）へ随時参加している。
現在は球界の第一線から退いているが、スカウト時代の経験談や、アマチュアの有望選手・ドラフト会議での上位指名選手に対する私見を各種メディアで披露している。

## 選手としての特徴
- 左打席で腰を大きく落とす打撃フォームからの流し打ちが持ち味で、打球を飛ばす際に、右手にバットを持ったままバットを身体の周りで大きく回すことが特徴。内角球でも外角球でも打球を左方向へ飛ばすことが多かったため、対戦球団は中塚を打席へ迎える際に、内野陣を三塁寄りへ守らせる「中塚シフト」で対応していた。もっとも、現役時代末期のチームメイトであった辻恭彦によれば、「身体の周りで大きく回したバットが相手捕手の頭を直撃したあげく、その捕手が病院へ搬送されるシーンを何度も見た。大洋への移籍前（阪神時代）にマスクを被っていた公式戦で中塚を打席に迎えた際に、『バットが危ないから、安打を放ったら1 - 2歩前に出て欲しい』と頼んだところ、中塚はしばらく打てなくなった」という[14]。
- 中堅手としては守備範囲が広かったものの、思いも寄らないミスを時折犯していたことで知られていた。前出の辻は自他共に認める鈍足ながら、阪神時代の1971年7月28日に川崎球場での対大洋戦（ダブルヘッダーの第2試合）で中堅方向に打球を飛ばしたところ、中堅を守っていた中塚の後逸によって公式戦唯一の三塁打を記録している[14]。

## 人物
- 現役時代には黒縁のメガネを常用[4]。がっちりした体格で、いわゆる「強面」に見えることから、「ゴリさん」という愛称が付いていた。
- 非凡な話術の持ち主で、現役時代の末期（1980年度のオフシーズン）には、TBSラジオの「NISSANミッドナイトステーション」枠で『中塚政幸のガッツガッツナイト』という冠番組のパーソナリティーをレギュラーで務めた。

## 詳細情報

### 年度別打撃成績
| 年 度      | 球 団      | 試 合 | 打 席 | 打 数 | 得 点 | 安 打 | 二 塁 打 | 三 塁 打 | 本 塁 打 | 塁 打 | 打 点 | 盗 塁 | 盗 塁 死 | 犠 打 | 犠 飛 | 四 球 | 敬 遠 | 死 球 | 三 振 | 併 殺 打 | 打 率 | 出 塁 率 | 長 打 率 | O P S |
| ---------- | ---------- | ----- | ----- | ----- | ----- | ----- | -------- | -------- | -------- | ----- | ----- | ----- | -------- | ----- | ----- | ----- | ----- | ----- | ----- | -------- | ----- | -------- | -------- | ----- |
| 1968       | 大洋       | 25    | 55    | 50    | 8     | 13    | 1        | 0        | 2        | 20    | 6     | 5     | 0        | 0     | 0     | 4     | 0     | 1     | 7     | 0        | .260  | .327     | .400     | .727  |
| 1969       | 大洋       | 123   | 471   | 433   | 55    | 119   | 20       | 1        | 11       | 174   | 43    | 7     | 9        | 6     | 3     | 26    | 0     | 3     | 70    | 8        | .275  | .320     | .402     | .722  |
| 1970       | 大洋       | 128   | 530   | 484   | 60    | 126   | 28       | 3        | 8        | 184   | 42    | 13    | 11       | 10    | 1     | 30    | 0     | 5     | 43    | 8        | .260  | .310     | .380     | .690  |
| 1971       | 大洋       | 128   | 515   | 474   | 45    | 116   | 18       | 4        | 7        | 163   | 37    | 14    | 12       | 17    | 2     | 21    | 1     | 1     | 43    | 8        | .245  | .278     | .344     | .622  |
| 1972       | 大洋       | 123   | 426   | 381   | 58    | 99    | 17       | 3        | 8        | 146   | 28    | 9     | 5        | 5     | 1     | 36    | 2     | 3     | 39    | 11       | .260  | .329     | .383     | .712  |
| 1973       | 大洋       | 95    | 325   | 284   | 38    | 83    | 11       | 2        | 1        | 101   | 9     | 2     | 4        | 2     | 1     | 36    | 0     | 2     | 33    | 3        | .292  | .376     | .356     | .731  |
| 1974       | 大洋       | 129   | 542   | 481   | 76    | 140   | 24       | 3        | 5        | 185   | 37    | 28    | 14       | 6     | 2     | 53    | 2     | 0     | 38    | 10       | .291  | .361     | .385     | .746  |
| 1975       | 大洋       | 128   | 568   | 507   | 60    | 131   | 13       | 4        | 6        | 170   | 29    | 33    | 12       | 5     | 0     | 55    | 2     | 1     | 42    | 3        | .258  | .332     | .335     | .667  |
| 1976       | 大洋       | 101   | 386   | 341   | 46    | 101   | 21       | 2        | 5        | 141   | 30    | 11    | 8        | 3     | 4     | 36    | 0     | 2     | 37    | 8        | .296  | .367     | .413     | .780  |
| 1977       | 大洋       | 121   | 414   | 356   | 44    | 95    | 12       | 0        | 3        | 116   | 29    | 14    | 6        | 8     | 2     | 48    | 1     | 0     | 52    | 9        | .267  | .354     | .326     | .680  |
| 1978       | 大洋       | 124   | 439   | 398   | 44    | 126   | 18       | 3        | 1        | 153   | 30    | 8     | 4        | 4     | 1     | 35    | 4     | 1     | 35    | 7        | .317  | .373     | .384     | .758  |
| 1979       | 大洋       | 122   | 409   | 369   | 49    | 113   | 18       | 1        | 2        | 139   | 27    | 10    | 8        | 6     | 2     | 32    | 1     | 0     | 37    | 6        | .306  | .362     | .377     | .738  |
| 1980       | 大洋       | 110   | 299   | 269   | 23    | 84    | 7        | 4        | 1        | 102   | 14    | 7     | 5        | 5     | 2     | 22    | 0     | 1     | 22    | 6        | .312  | .366     | .379     | .746  |
| 1981       | 大洋       | 100   | 235   | 221   | 17    | 61    | 12       | 2        | 1        | 80    | 12    | 3     | 1        | 3     | 1     | 10    | 0     | 0     | 21    | 5        | .276  | .307     | .362     | .669  |
| 1982       | 大洋       | 86    | 150   | 141   | 9     | 33    | 4        | 2        | 0        | 41    | 14    | 0     | 0        | 2     | 2     | 5     | 1     | 0     | 15    | 3        | .234  | .260     | .291     | .551  |
| 通算：15年 | 通算：15年 | 1643  | 5764  | 5189  | 632   | 1440  | 224      | 34       | 61       | 1915  | 387   | 164   | 99       | 82    | 24    | 449   | 14    | 20    | 534   | 95       | .278  | .337     | .369     | .706  |

- 各年度の太字はリーグ最高

### タイトル
- 盗塁王：1回 （1974年）

### 記録
初記録
- 初出場：1968年4月14日、対広島東洋カープ2回戦（川崎球場）、8回裏に松岡功祐の代打で出場
- 初安打：1968年8月25日、対阪神タイガース21回戦（川崎球場）、9回裏に古田忠士の代打で出場、柿本実から単打
- 初本塁打・初打点：1968年9月28日、対広島東洋カープ21回戦（下関市営球場）、9回裏に池田重喜の代打で出場、三好行雄からソロ
- 初先発出場：1968年9月29日、対広島東洋カープ23回戦（下関市営球場）、1番・一塁手で先発出場

節目の記録
- 1000試合出場：1977年4月30日、対阪神タイガース4回戦（川崎球場）、6回裏に杉山知隆の代打で出場 ※史上190人目
- 1000本安打：1977年9月17日、対中日ドラゴンズ22回戦（ナゴヤ球場）、8回表に青山久人から ※史上105人目
- 1500試合出場：1981年7月8日、対阪神タイガース14回戦（横浜スタジアム）、4回裏に田中由郎の代打で出場 ※史上68人目

その他の記録
- オールスターゲーム出場：4回 （1970年、1974年、1975年、1979年）

### 背番号
- 2 （1968年 - 1982年）
- 80 （1985年 - 1992年）
- 77 （2012年）